# Mimela dehaani
Mimela dehaani är en skalbaggsart som beskrevs av Hope 1839. Mimela dehaani ingår i släktet Mimela och familjen Rutelidae. Inga underarter finns listade i Catalogue of Life.